# Borgward
Borgward là công ty sản xuất ô tô của Đức. Trước đây, công ty có trụ sở tại Bremen, Đức, được thành lập bởi Carl F. W. Borgward (1890–1963). Công ty đã sản xuất ô tô của bốn thương hiệu, được bán cho nhiều khách hàng quốc tế: Borgward, Hansa, Goliath và Lloyd. Borgward Isabella là một trong những mẫu xe cao cấp phổ biến nhất của Đức trong những năm 1950, trong khi mẫu Alexander/Lloyd 600 của Lloyd cung cấp cho nhiều người lái xe ở tầng lớp lao động. Nhóm này ngừng hoạt động vào năm 1961, sau các thủ tục phá sản gây tranh cãi.
Thương hiệu này được hồi sinh vào thế kỷ 21, với việc Borgward Group AG có trụ sở tại Stuttgart thiết kế và tiếp thị những chiếc xe hơi được sản xuất tại Trung Quốc.

## Lịch sử
Công ty được thành lập bởi Carl FW Borgward tại Bremen vào năm 1929, đặt tên theo họ của ông. Sau năm 1930, nhà công nghiệp tiếp quản nhà máy Hansa-Lloyd Automobilwerke và cho ra đời loại xe ba bánh phổ biến có tên là Blitzkarren. Sự phát triển của công ty đã cho phép sản xuất những chiếc xe ngày càng lớn, bao gồm Hansa 1700 và Borgward 2300 sáu xi-lanh.
Năm 1952, Carl Borgward bắt đầu xây dựng lại nhà máy và giới thiệu một mẫu xe tự hỗ trợ hoàn toàn mới, Hansa 1500 và một mẫu lớn hơn, Hansa 2400. Sau đó, vào năm 1954, một mẫu máy bay tầm trung mới, Borgward Isabella, đã được giới thiệu và trở nên rất phổ biến, với hơn 200.000 chiếc được sản xuất vào năm 1962, mang lại sự công nhận đặc biệt cho nó trong những năm tiếp theo. Đồng thời, các mẫu Arabella và Alexander P100 mới cũng bắt đầu được sản xuất.
Trong những năm 1950 và 1960, các thiết kế của Borgward phải vật lộn với danh tiếng tiêu cực do các chưa phát triển kỹ thuật kém xe cộ, bất chấp các giải pháp kỹ thuật sáng tạo thời bấy giờ.
Do tình hình tài chính xấu đi một cách có hệ thống, công ty bị phá sản vào năm 1961 theo yêu cầu của những người cho vay, dẫn đến phá sản cuối cùng và đóng cửa vào năm sau. Dây chuyền sản xuất các mẫu Isabella và P100 được bán cho Mexico, nơi cả hai loại xe này đều được sản xuất với số lượng nhỏ trong khoảng thời gian từ năm 1967 đến năm 1970.

## Hồi sinh
Năm 2008, Borgward Group AG được thành lập tại Lucerne bởi Christian Borgward (cháu trai của Carl FW Borgward) và Karlheinz L. Sau đó, công ty mới chuyển đến Stuttgart. Với sự đầu tư và sản xuất của Beiq Foton Motor (công ty con của tập đoàn ô tô lớn Trung Quốc BAIC), Borgward Group bắt đầu bán xe SUV vào tháng 2017.